# Rōshi

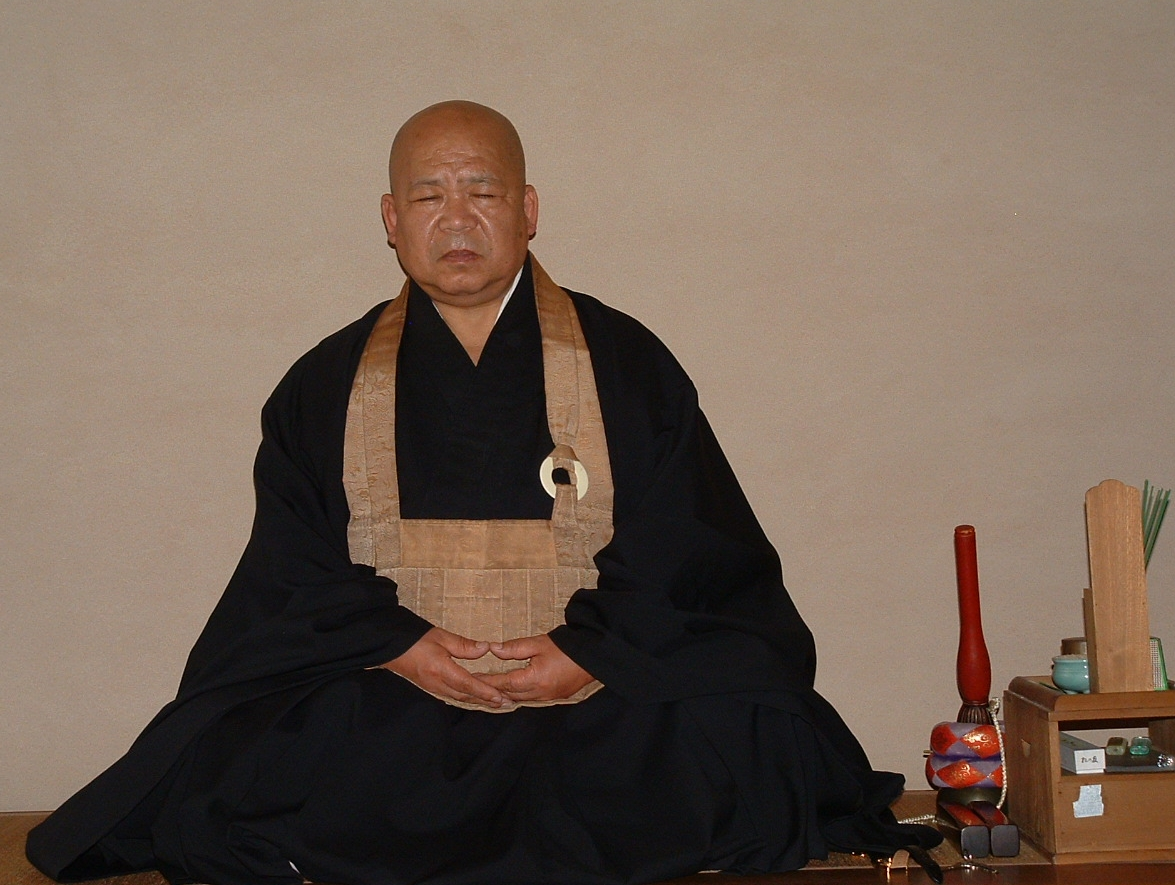
Zenmeister Hozumi Gensho Rōshi im Zazen, der Sitzmeditation im Zen-Buddhismus (2006)

Rōshi (jap. 老師) ist ein Titel besonders erfahrener, autorisierter Lehrer im Zen-Buddhismus. Rōshi bedeutet übersetzt so viel wie alter Lehrer oder alter Meister und bezeichnet eine Person, die eine Zen-Gemeinschaft (Sangha) spirituell unterweist. Trotz der wörtlichen Bedeutung hat der Titel nicht zwingend etwas mit dem eigentlichen Alter der Person zu tun, auch wenn die einem Roshi eigene besondere Erfahrung nicht selten mit einem bereits höheren Lebensalter einhergeht. Im Rinzai-Zen ist der Begriff nur für Personen reserviert, die Inka Shōmei erhalten haben, d. h. den gesamten kōan-Lehrplan absolviert haben; das sind insgesamt weniger als 100 Personen zu jeder Zeit. Im Sōtō-Zen und im Sanbo-Kyodan wird der Begriff etwas lockerer verwendet. Dies ist vor allem in den Vereinigten Staaten und Europa der Fall, wo fast jeder Lehrer, der eine Dharma-Übertragung erhalten hat, Rōshi genannt werden kann oder sich sogar selbst so bezeichnet, was in Japan nicht üblich ist.

## Bekannte Rōshi
- Shōdō Harada
- Genshō Hōzumi
- Ho-un-Ken
- Sawaki Kōdō
- Uchiyama Kōshō
- Gudō Wafu Nishijima
- Muhō Nölke
- Kyozan Joshu Sasaki
- Suzuki Shunryū
- Taisen Deshimaru
- Shibayama Zenkei
- Brigitte D’Ortschy
- Marcel Geisser